# Ясний провулок (Київ)
Ясни́й прову́лок — провулок у Солом'янському районі міста Києва, місцевість Совки. Пролягає від Ясної вулиці до вулиці Каменярів.

## Історія
Провулок почав формуватися на межі 1930–40-х років, первісно мав назви вулиця Кірова та Новий провулок. Остаточно сформований і забудований вже у 1940–50-х роках. Сучасну назву набув 1958 року.